# Nāḩiyat Tālīn
Nāḩiyat Tālīn (arabiska: ناحية تالين) är ett subdistrikt i Syrien.   Det ligger i provinsen Tartus, i den västra delen av landet, 180 km norr om huvudstaden Damaskus.
Trakten runt Nāḩiyat Tālīn består till största delen av jordbruksmark. Runt Nāḩiyat Tālīn är det tätbefolkat, med 511 invånare per kvadratkilometer.